# Провеца III (Форли-Чезена)
Провеца III (итал. Provezza III) је насеље у Италији у округу Форли-Чезена, региону Емилија-Ромања.
Према процени из 2011. у насељу је живело 34 становника. Насеље се налази на надморској висини од 23 м.